# Гръцка овчарка
Гръцката овчарка е овчарска порода кучета, произхождаща от северната част на Гърция за охрана и пасене на огромните стада овце. Това огромно куче може само да се справя с вълци, поради което е много популярна сред местните пастири.
В последните години се отделя много внимание както на развъждането на чистокръвни гръцки овчарки, така и на кръстосването ѝ с други овчарски кучета от Балканите, като каракачанско куче и хърватско планинско куче.
Гръцката овчарка е изключително работно куче – трудолюбива и непретенциозна. Сражава се успешно и решително с различни хищници – вълци, мечки и дори хора.
Гръцката овчарка е много привързана към стопанина си, поради което е много послушна. Трябва ѝ настойчиво строго възпитание. В отношенията „стопанин-куче“ стопанинът трянва да доминира и да доказва, че е лидерът.
Това овчарско куче е подозрително и недоверчиво към непознати и нейното безразлично спокойствие пред тях е измамно – гръцката овчарка е винаги нащрек и готова за атака, а вкрайни ситуации може да стане неуправляема и агресивна.
Такива кучета трябва да се приучат рано към пълно възпитание, защото иначе няма начин стопаните да се справят с тях. Трябва кученцето да се социализира възможна най-рано и да не се ограничава в отношенията му с животни и хора.
Гръцката овчарка напълно не отговаря на условията за куче, което може да се гледа в апартамент. Тя се чувства комфортно само ако се намира под открито небе и не се страхува от никакви метеорологични явления, като дъжд и студ, и от нападения на хищници – от всички тези неща е защитена с рунтавата си козина.
Това куче не се нуждае от здравни грижи, тъй като е изключително здрава порода и има имунитет към почти всички болести.